# Бергонья

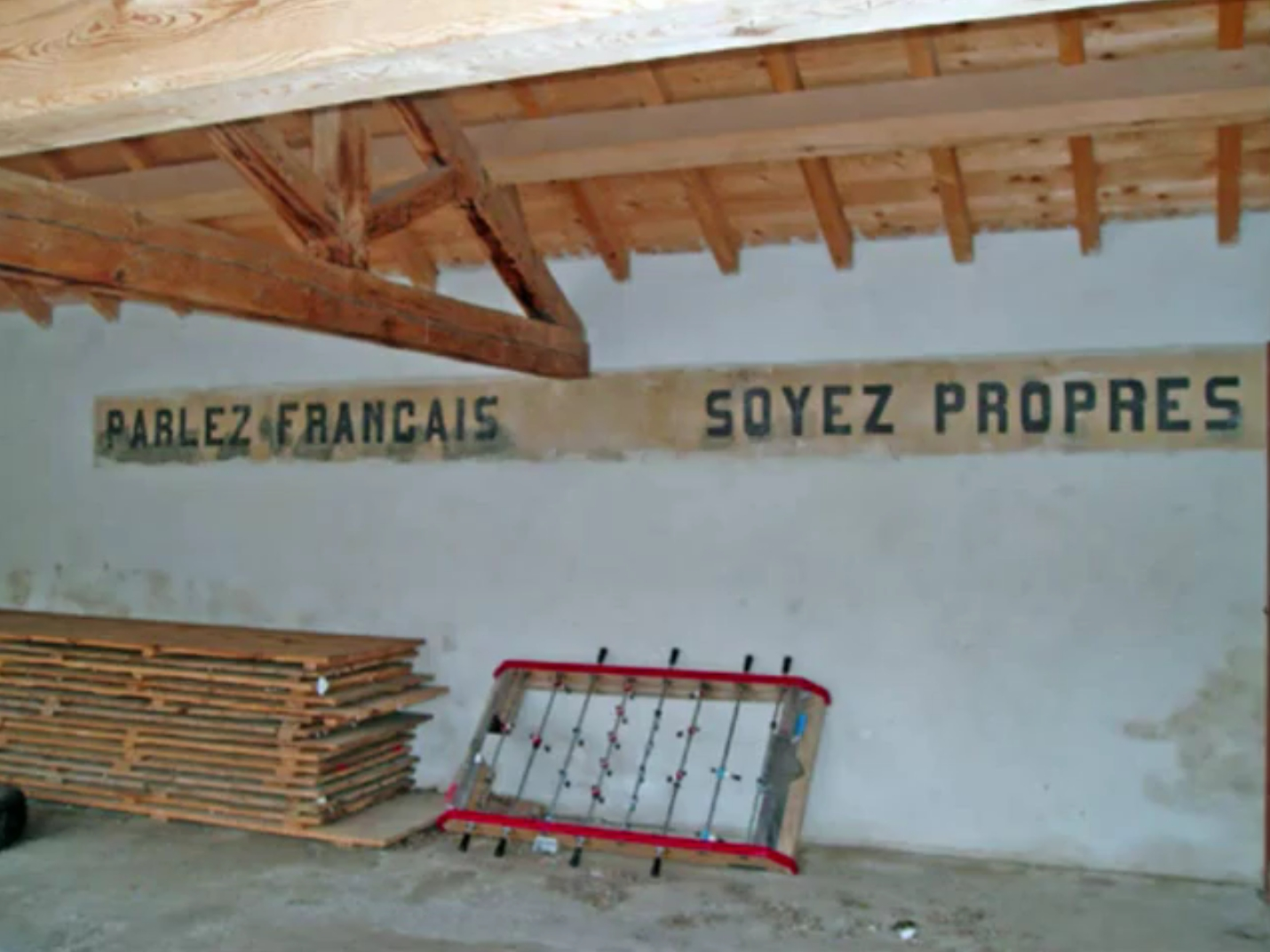
Стена школы в коммуне Эгатебья-Тало, в которой традиционно говорили на окситанском и каталанском языках. Надпись гласит: «Говорите на французском, будьте чисты». Подобные лозунги — типичное проявление политики бергоньи.

Бергонья (окс. vergonha — стыд) — понятие, употребляемое защитниками самобытности Окситании для определения французской языковой политики в отношении окситанского языка и культуры.

## Происхождение и значение термина
Термин бергонья употребляется в публицистике некоторыми активистами окситанского движения, с тем смыслом, что французская система образования и, в более широком смысле, культурная политика Франции нацелена на воспитание у нефранкоязычных её жителей комплекса неполноценности, «стыда» за то, что они говорят не на французском языке. Одним из проявлений её является систематическое употребление для окситанского языка уничижительного определения «patois» (патуа, «наречие»). Иногда подобная политика определялась понятием «лингвоцид». Этот термин широко употребляется в современном движении «окситанистов» и среди сочувствующих им, обычно в значении протеста. Например, агитационный плакат гасконского молодёжного движения Hartera начинается со слов A l’infern la vergonya! — то есть «к чёрту стыд!» — подразумевая призыв гасконцам перестать стыдиться своей идентичности и своего языка. В сходном значении его использовали в своих полемически заострённых произведениях писатель Ивес Рукето, музыканты Патрик Ваилан, группы Lou Seriol, Lou Dalfin и другие. Иногда впрочем, понятие «стыд» приобретает обратное значение — акцент делается на том, что подобная политика это «стыд» для Франции.

## Проявление
Характеризуя суть политики «бергонья» во Франции, «окситанисты» зачастую упоминают про систему репрессивных мер, при помощи которых школьные учителя пытались превратить окситаноязычных школьников во франкоязычных, при этом привив им убеждённость в том, что говорить на окситанском языке — дурной тон, «стыд», признак необразованности. Для этих целей использовались различные формы наказания и дискриминации школьников — высмеивание, унижение, сегрегация тех из них, которые продолжали использовать окситанский язык. В XIX веке во многих французских школах висела табличка «В школе запрещено плевать на пол и говорить на „патуа“». Такая политика не была уникальной в отношении Окситании, но проводилась также в других нефранкоязычных регионах страны (например в Бретани, фламандоязычных областях северо-востока и т. д.). Результаты такой политики оказались разрушительными для областных языков — они начали стремительно вымирать, в обществе прочно утвердился образ «патуа» как символ невежества, чего-то, от чего следует как можно скорее избавляться. Некоторые деятели окситанского движения указывают, что до сих пор многие жители Окситании, для которых окситанский остаётся родным языком, стыдятся говорить на нём в обществе, переходя на французский в любом кругу, кроме узкосемейного.

## Сопротивление
Часть окситанского общества ещё со времён фелибров в той или иной форме сопротивлялась политике бергоньи. Сопротивление принимало и принимает разные формы — от пропаганды окситанского языка, подчёркивания его древности, богатства, значимости и пр., до резких протестов против французского правительства и его языковой политики. Однако это не смогло существенно остановить падение количества говорящих на окситанском языке и не привело к коренному перелому французской языковой политики.

## Аналогии
Схожая политика, проводимая в XIX веке британским правительством в Уэльсе, получила там название Welsh Not, схожее по смысловой нагрузке с бергоньей.